# سميلا
سميلا هي مدينة من مدن أوكرانيا. يبلغ عدد سكانها 68514 نسمة. يبلغ ارتفاع المدينة عن سطح البحر قرابة 101 متر. تبلغ مساحتها |39.85 كم².

## توأمة
لسميلا اتفاقيات توأمة مع:
- رجيف

## أعلام
- إيفان بيترياك